# 요한 크라위프
요한 크라위프(네덜란드어: Johan Cruijff, 네덜란드어 발음: [ˈjoːɦɑŋ ˈkrœyf] ( 듣기))로 잘 알려진 헨드릭 요하네스 크라위프(네덜란드어: Hendrik Johannes Cruijff, 1947년 4월 25일~2016년 3월 24일)는 네덜란드의 축구인이다. 선수 시절 공격수, 공격형 미드필더로 활동했으며 1971년, 1973년, 1974년 발롱도르를 수상했고 2004년 펠레가 선정한 FIFA 100에 포함되었다. 선수 경력을 마감한 후 축구 지도자로도 활동했으며 네덜란드의 축구 지도자 리뉘스 미헐스가 발전시킨 토털 풋볼 전술을 활용했다. 그는 선수로 달성한 업적과 지도자로 달성한 업적으로 인해 현대 축구에 가장 큰 영향력을 끼친 축구인들 중 한 명으로 여겨지고 있다. 대한민국에서는 네덜란드어 성 ‘Cruijff’를 영어식으로 바꾼 ‘Cruyff’에서 유래한 요한 크루이프(영어: Johan Cruyff)로도 알려져 있다.

## 구단 경력
크라위프는 그가 10살이 되던 해에 AFC 아약스의 유소년 클럽에 들어갔는데 그 당시만 해도 야구에 관심을 가졌지만 재능을 알아본 유소년 코치에 의해 축구로 전향했다. 1959년 그는 FC 흐로닝언을 상대로 에레디비시 데뷔전을 가졌는데, 3:1로 패한 경기에서 득점을 기록하였다. 그 해에 아약스는 창단 이래 최하기록인 13위를 기록하였다. 크라위프는 1965~66 시즌부터 진가를 발휘하였는데, 10월 24일 AFC DWS전에서 2골을 넣은 이후로 주전으로서 자리를 굳혔다. 그 시즌에 그는 23경기에서 25골을 넣었고, 팀은 리그 우승을 이루었다.
1966~67 시즌에, 아약스는 다시 리그 우승을 하였고, KNVB컵을 우승함으로써 더블을 이루었다. 크라위프는 그 시즌에 33골을 넣어 득점왕이 되었다. 1967~68 시즌 역시 아약스가 우승하였고, 크라위프는 ‘올해의 네덜란드 축구 선수’에 뽑혔다. 1969년 5월 28일, 그는 유러피언컵 결승에도 출전하였으나, AC 밀란에게 4:1로 패하고 말았다.

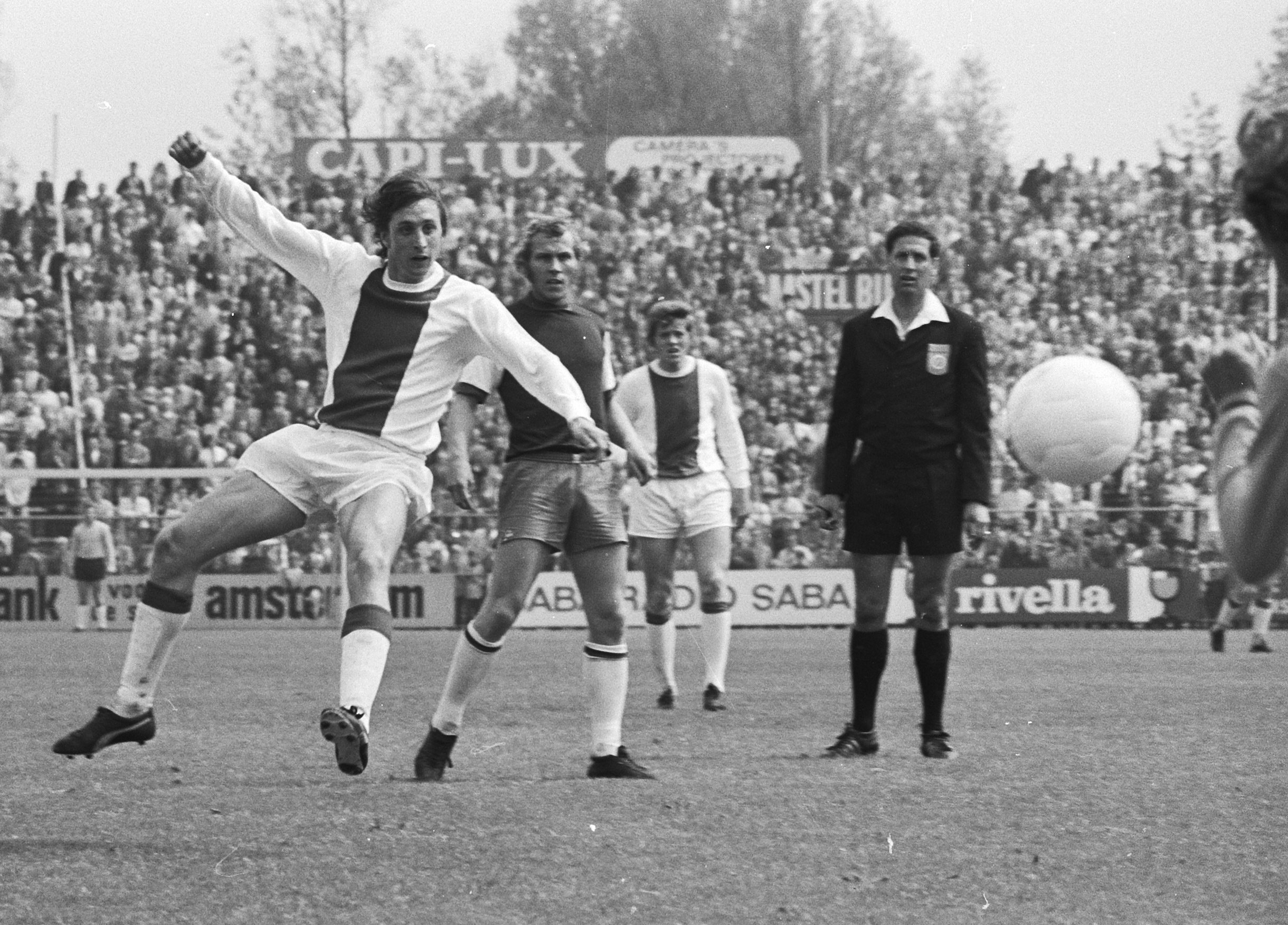
아약스 활약 시절의 크라위프

1969~70 시즌 아약스는 다시 더블을 이루었다. 그러나 1970~71 시즌 초반, 크라위프는 부상에 걸렸고, 오랜 시간 동안 결장하였다. 그는 10월 30일 다시 경기를 뛰었는데, 이때의 등번호는 9번이 아닌 14번이었다. 선발 출전 선수가 11번 이상의 등번호를 다는 것은 그당시 매우 드문 일이었는데, 그는 이 등번호를 고수하여 네덜란드 축구 국가대표팀에서도 14번을 달게 되었다.
아약스는 1971년부터 1973년까지 유러피언컵을 연달아 우승하였다. 그러나 아약스는 크라위프를 FC 바르셀로나로 팔았는데, 당시 이적료는 600만 길더(약 200만 달러)였다. 그 액수가 엄청나서 스페인 당국의 허가를 받지 못하였는데, 결국 바르셀로나는 그를 농기계의 일부로 등록해 데려왔다. 그는 1973년 8월 19일 아약스에서의 마지막 경기를 뛰고 바르셀로나로 이적하였다.
그는 곧 바르셀로나의 팬들에게 사랑받았는데, 그의 아들에게 카탈루냐 이름인 요르디(Jordi)란 이름을 붙여줌으로서 더 사랑받았다.(요르디 크라위프는 현재 몰타의 발레타 F.C.에서 뛰고 있다.) 크라위프는 이적한 바로 그 해에 우승을 맛보았는데, 팀은 1960년 이후 첫 리그 우승이었다. 그리고 크라위프는 동시에 발롱도르도 수상하였다. 그는 바르셀로나에서 성공적인 시간을 보냈는데, 1973년과 1974년에 다시 발롱도르를 수상하기도 하였다. 1978년에 그는 은퇴하였다. 후에 크라위프는 사기를 당해 막대한 양의 돈을 잃고 말았다. 1979년 5월 그는 미국의 로스앤젤레스 아즈텍스에서 현역으로 복귀하였다. 그 해에 그는 북미 축구 리그 MVP를 수상하기도 하였다. 1980년 2월 그는 워싱턴 디플로매츠로 이적하였는데, 모든 경기를 소화하였다.
크루이프는 1981년 2월 레반테 UD와 계약하였고, 다시 1981년 6월 북미 축구 리그 워싱턴 디플로매츠에 재입단했다가 1981년 12월 아약스로 돌아왔다. 그는 아약스에서 리그 우승을 2번 더 경험하였고, 36세가 되던 해 페예노르트로 이적하였다. 그는 그 시즌을 마친 후 은퇴하였다.

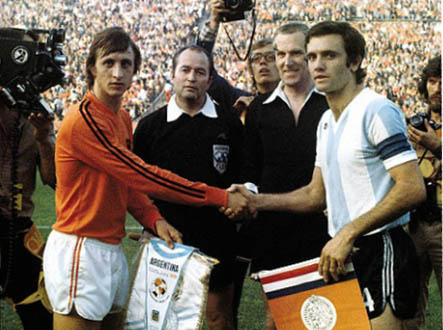
아르헨티나 주장 로베르토 페르푸모와 페넌트를 교환하는 크라위프 (1974년 FIFA 월드컵에서)

그는 네덜란드 축구 국가대표팀의 일원으로서 활약하기도 하였는데, 48경기에 나와 33골을 넣었다. 그는 1974년 월드컵 스웨덴과의 경기에서 크라위프 턴을 사용하기도 하였다. 결승전에서 프란츠 베켄바워, 볼프강 오베라트, 울리 회네스 등이 있는 서독을 만났는데, 크라위프가 반칙을 당해 얻은 페널티 킥을 요한 네이스컨스가 넣어 1:0으로 앞서나가다 2골을 먹혀 2:1로 아쉽게 패하였다. 그는 1978년 FIFA 월드컵에는 가족이 납치당하는 일을 당하는 바람에 가족을 남겨두고 네덜란드를 떠날 수 없어서 참가하지 못하였으나, 세간에는 크라위프가 군부 독재 정권을 비판하는 의미에서 불참한 것으로 와전되었다. 크라위프는 이 사실을 그 동안 숨겨왔다가 2008년이 되어서야 카탈루냐의 라디오 방송에 출연하여 밝혔다.

## 지도자 경력

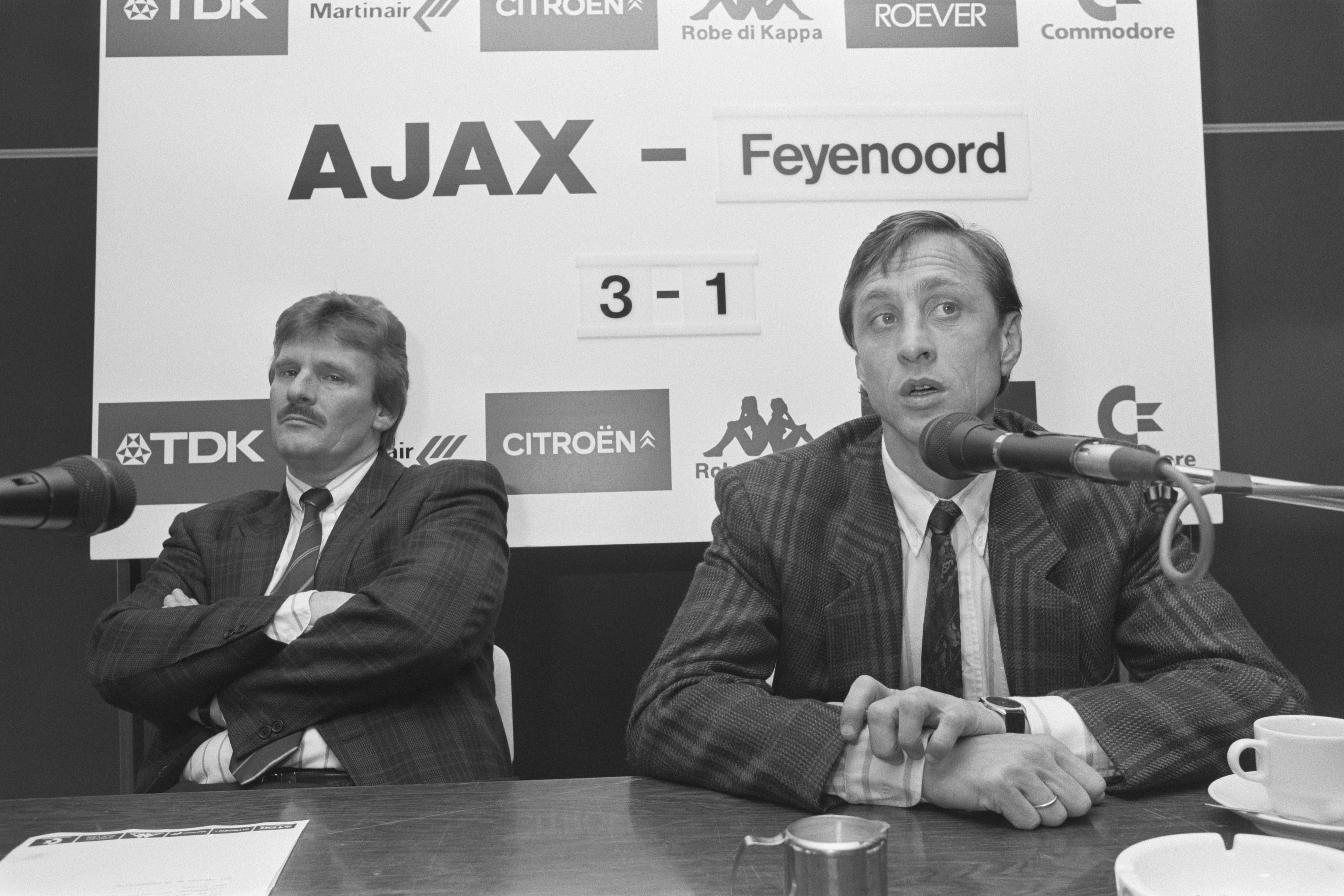
아약스 감독 시절의 크라위프

크라위프는 은퇴후 1985년 아약스의 감독이 되었다. 그는 토털 사커 전술을 사용하였는데, 두명의 윙어를 적극적으로 사용하는 이 전술은 매우 효과적이어서 1987년 유러피언컵 위너스컵에서 우승하기도 하였다. 아약스는 이 전술을 계속 사용해 1995년 챔피언스리그 정상에 올랐고, 이 전술의 지지자였던 잉글랜드 축구 국가대표팀의 전 감독 테리 버나블스는 UEFA 유로 1996 준결승전에서 이 전술을 효과적으로 사용하였다.
1988년 그는 바르셀로나의 감독이 되었는데, 그는 주제프 과르디올라, 호마리우, 게오르게 하지, 흐리스토 스토이치코프, 로날트 쿠만과 같은 선수들을 영입하였다. 크라위프의 지도 하에, 바르셀로나는 프리메라리가 4번 우승, 1990년 코파 델 레이 우승, 1992년 UEFA 슈퍼컵 우승과 3번의 수페르코파 데 에스파냐 우승 등을 이루어냈다. 그는 총 11개의 트로피를 들어올렸고 성공적인 시간을 보냈다. 그러나 그의 마지막 두 시즌에, 크라위프는 어느 트로피도 들어올리지 못하였다. 결국 그는 팀을 떠났다.

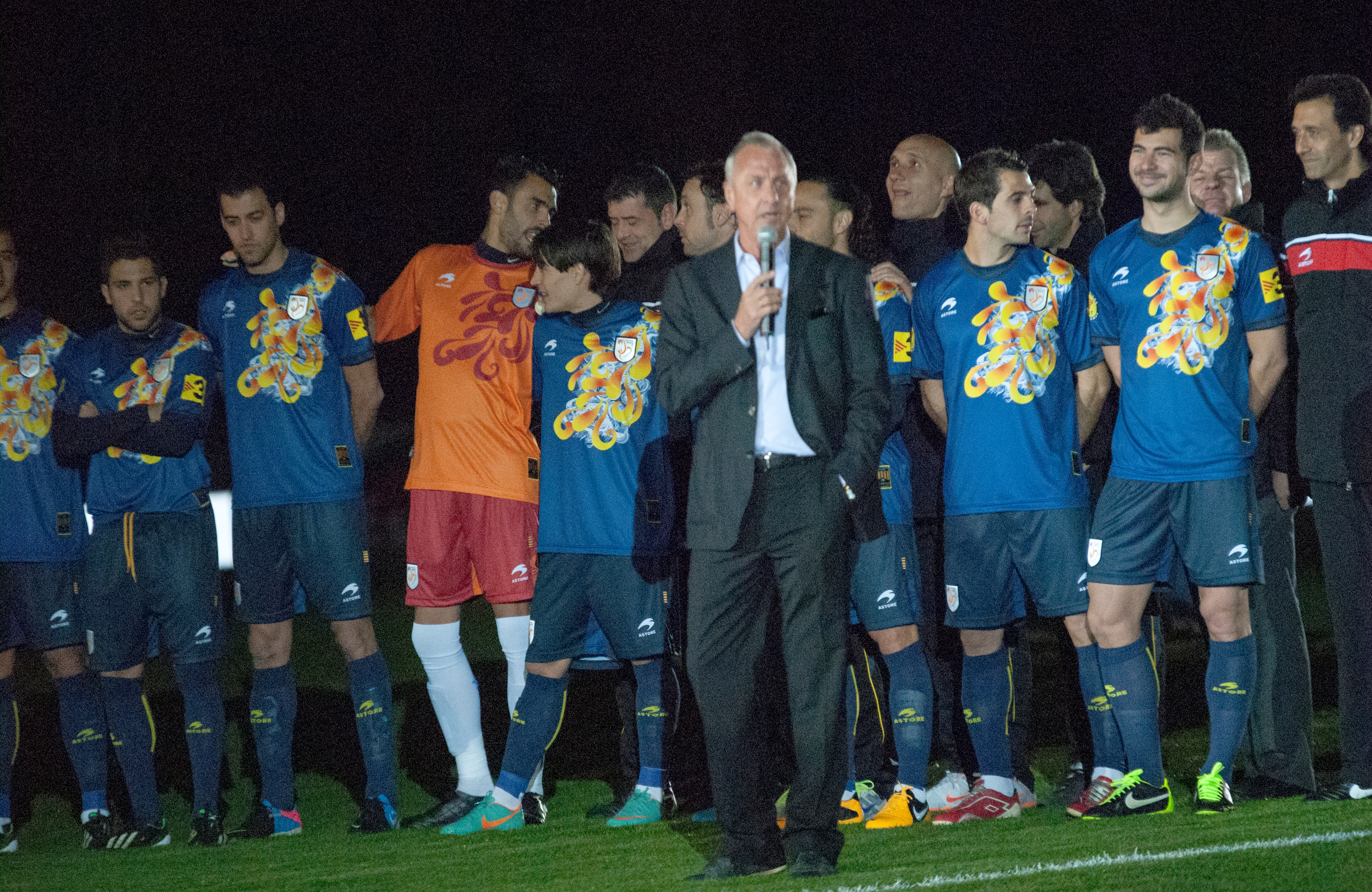
카탈루냐 축구 국가대표팀 선수들과 함께한 크라위프 (2013년)

비록 그는 바르셀로나를 떠났으나, 그는 바르셀로나 유소년 클럽에 큰 영향을 주었고, 성인 클럽 역시 영향을 받아 현재까지 윙어를 사용하고 있다.
그는 2008년 2월 20일 아약스의 기술 이사가 되었는데, 감독 마르코 판 바스턴과의 의견차가 심해 그 해 3월 7일 자리를 떠났다.
2009년 11월 카탈루냐 축구 국가대표팀의 감독이 되었다.
그는 담배 애호가이기도 하였는데, 1991년에는 혈관 이식 수술을 받았고 담배를 끊어야만 하였다. 그 후 그는 카탈루냐 보건부의 금연 캠페인에 참여하기도 하였다.

## 사망
요한 크라위프는 2015년 10월 폐암 선고를 받았다. 2016년 2월 몇 차례 항암 치료를 받긴 했으나 2016년 3월 24일 결국 바르셀로나에서 사망하였다.

## 개인사
차남 요르디 크라위프도 아버지를 따라 축구 선수로 활동했으며 축구 선수 경력을 마감한 후 축구 지도자로 활동하고 있다.

## 수상 내역
선수
- AFC 아약스:

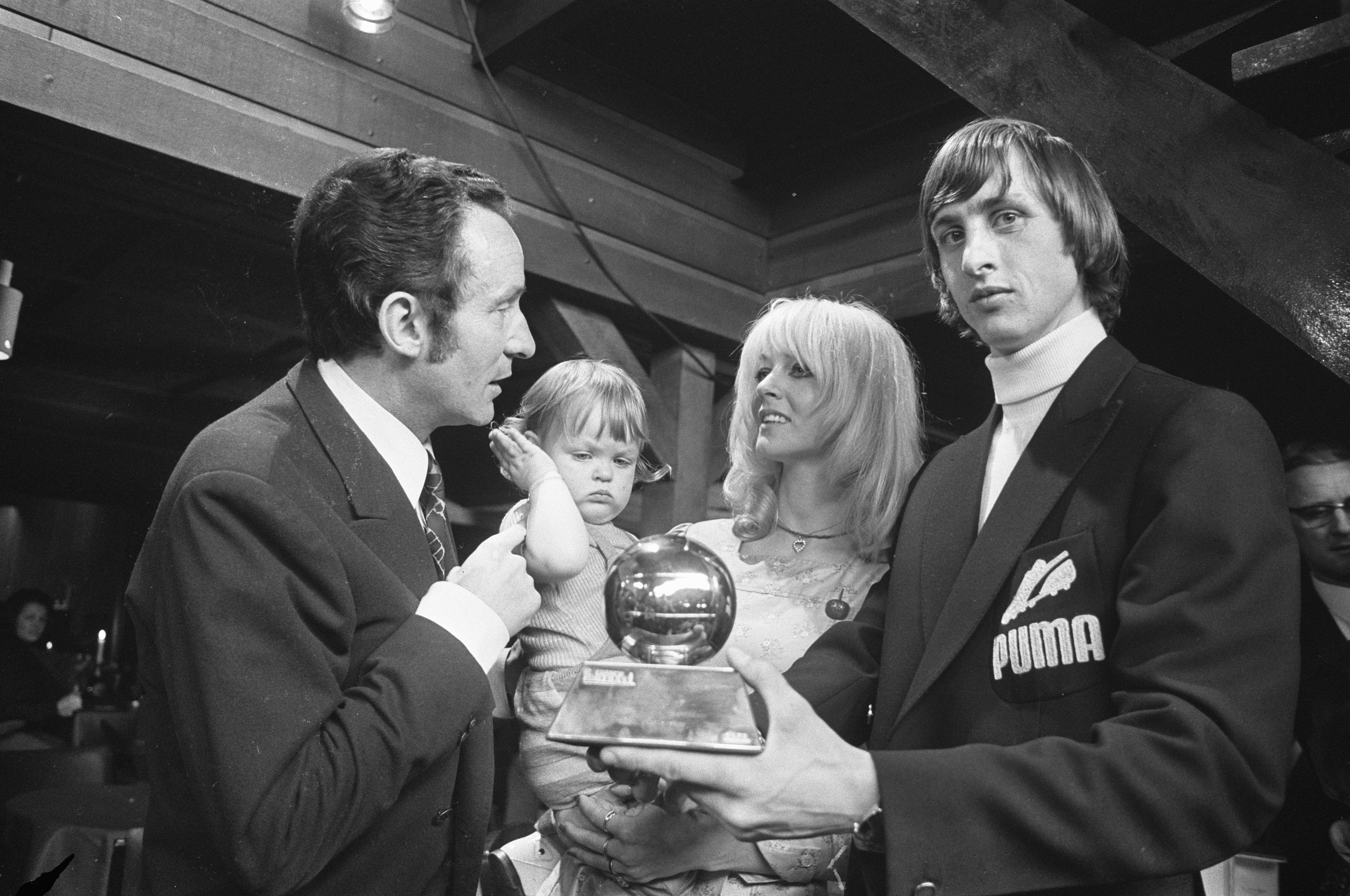
1971년 발롱도르를 수상한 크라위프

  - 에레디비시: 1965–66, 1966–67, 1967–68, 1969–70, 1971–72, 1972–73, 1981–82, 1982–83
  - KNVB컵: 1966–67, 1969–70, 1970–71, 1971–72, 1982–83
  - 유러피언컵: 1970–71, 1971–72, 1972–73
  - UEFA 슈퍼컵: 1972
  - 인터콘티넨털컵: 1972
- FC 바르셀로나:
  - 스페인 리그: 1973-74
  - 스페인컵: 1977-78
- 페예노르트:
  - 에레디비시: 1983-84
  - KNVB컵: 1983-84

감독
- AFC 아약스:
  - KNVB컵: 1985–86, 1986–87
  - UEFA컵 위너스컵: 1986–87
- FC 바르셀로나:
  - 프리메라리가: 1990–91, 1991–92, 1992–93, 1993–94
  - 코파 델 레이: 1989–90
  - 수페르코파 : 1991, 1992, 1994
  - UEFA컵 위너스컵: 1988-89
  - 유러피언컵: 1991-92
  - UEFA 슈퍼컵: 1991-92

개인
- 발롱도르: 1971, 1973, 1974
- 네덜란드 올해의 선수상: 1968, 1972, 1984
- 네덜란드 올해의 운동선수 : 1973, 1974
- 옹즈 드 옹즈 : 1977
- 돈 발롱 라리가 최우수 용병 : 1977, 1978
- 에레디비지에 득점왕 : 1966-67, 1971-72
- KNVB컵 득점왕 : 1966–67, 1967–68, 1969–70, 1970–71, 1971–72
- 유로피언컵 득점왕 : 1971-72
- 북미 사커 리그 MVP : 1979
- 월드 사커 선정 올해의 감독 : 1987
- 옹즈도르 올해의 감독 : 1991, 1992
- 유럽 올해의 감독 : 1991-92

#### 선정
- 발롱도르 드림팀 실버 : 2020[15]
- UEFA 골든 주빌리 투표 3위 : 2004
- 20세기 세계 베스트 : 1998
- 프랑스풋볼 세기의 선수 3위
- 월드 사커 세기의 선수 3위
- AFS 세기의 선수
- 월드 사커 역대 베스트 : 2013
- 월드 사커 선정 역대 감독 28위 : 2013
- 프랑스풋볼 선정 역대 감독 4위 : 2019
- FIFA 월드컵 올타임팀 : 1994
- FIFA 월드컵 드림팀 : 2002[16]
- FIFA 100 : 2004[17]
- AS 역대 베스트 : 2021

## 어록
- "이탈리아는 우리를 이길 수 없다. 하지만, 우리는 확실히 그들에게 질 수도 있다." ("Italianen kunnen niet van ons winnen, maar we kunnen wel van ze verliezen.")
- "공 없이는 승리할 수 없다." ("Zonder de bal kun je niet winnen.")
- "스피드라는 것은 종종 통찰력에 혼동을 가져온다. 내가 나머지 사람들보다 먼저 뛰기 시작하면 내가 빠른 것처럼 보인다." ("Snelheid wordt vaak verward met inzicht. Als ik eerder ga lopen dan de rest, lijk ik sneller.")
- "나는 실수를 하기 전까지는 실수를 하지 않는다." ("Voordat ik een fout maak, maak ik die fout niet.")
- "모든 불리함에는 각각의 유리함이 있다." ("Elk nadeel heeft z'n voordeel.")
- "승리하기 위해서는 상대편보다 한 골을 더 넣어야 한다." ("Om te winnen moet je 1 goal meer scoren dan je tegenstander")
- "찬스라는 것은 논리적(logical)이다." ("Toeval is logisch.")
- "가브리엘 바티스투타는 패스부터 다시 배워야 한다."
- "에르난 크레스포는 2인자로 쓰기엔 너무나 아까운 자원이다. 특히 가브리엘 바티스투타의 밑에서 2인자이기엔 더더욱 그렇다. 만약 내가 아르헨티나 축구 국가대표팀감독이였더라면 1998년 FIFA 월드컵 때 이미 에르난 크레스포를 주전으로 활용했을 것이다. 그렇게 했더라면 아르헨티나는 우승했을 것이다. 에르난 크레스포는 1인자를 능가하는 2인자였다."
- "나는 내 자신이 천재란 걸 알았다."

## 요한 크라위프 아레나
2017년 10월 25일 AFC 아약스의 홈구장 명칭이 '암스테르담 아레나'에서 요한 크라위프 아레나로 명칭 변경 프로젝트가 추진되어 2018년 8월 공식적으로 개명되었다.
FC 바르셀로나의 훈련장 명칭도 요한 크라위프 사망 1주기를 맞아 2017년 3월에 '에스타디 요한 크라위프'로 바뀌었다.

## 같이 보기
- UEFA 챔피언스리그 우승 감독 목록

### 참고주
1. ↑  “보관된 사본”. 2019년 4월 25일에 원본 문서에서 보존된 문서. 2019년 5월 19일에 확인함.
2. ↑  Moore, Rob; Stokkermans, Karel (2011년 1월 21일). “European Footballer of the Year ("Ballon d'Or")”. 《RSSSF》 (영어). 2024년 6월 15일에 확인함.
3. ↑  “Pele's list of the greatest”. 《BBC 스포츠》 (영어). 2004년 3월 4일. 2023년 4월 3일에 확인함.
4. ↑  Billingham, Neil (2006년 10월 1일). “Ossie Ardiles: Perfect XI”. 《포포투》 (영어). 2024년 6월 15일에 확인함.
5. ↑  BERNSTEIN, JOE (2016년 3월 27일). “Johan Cruyff: No one could touch Dutch master who made Wembley his own”. 《데일리 메일》 (영어). 2024년 6월 15일에 확인함.
6. ↑  McNulty, Phil (2016년 3월 24일). “Johan Cruyff - The man who made Total Football reality”. 《BBC 스포츠》 (영어). 2024년 6월 15일에 확인함.
7. ↑  McRae, Donald (2016년 10월 7일). “Pep Guardiola: ‘Forget about me, Johan Cruyff was the best manager’”. 《아이리시 타임스》 (영어). 2024년 6월 15일에 확인함.
8. ↑  조영훈 (2020년 5월 28일). “[레전드 타임머신 ⑫] 토탈 풋볼의 ‘야전 사령관’, 요한 크루이프”. 베스트일레븐. 2023년 6월 16일에 확인함.
9. ↑  서형욱 (2016년 3월 25일). “[서형욱] '레전드들의 레전드' 요한 크루이프를 보내며”. 서형욱 칼럼. 2023년 6월 16일에 확인함.
10. ↑  https://terms.naver.com/entry.naver?docId=3569268&cid=58907&categoryId=58921
11. ↑  크라위프, 카탈루냐 대표팀 감독 선임…13년 만에 현장 복귀 :: 네이버 뉴스
12. ↑  YouTube - Cruyff No Fumar
13. ↑  “Netherlands great Johan Cruyff dies of cancer aged 68”. BBC News. 2016년 3월 24일.
14. ↑  “Johan Cruyff, Dutch football legend, dies at the age of 68”. 《Guardian》. 2016년 3월 24일. 2016년 3월 24일에 확인함.
15. ↑  중앙 공격수 2위
16. ↑  온라인 투표
17. ↑  펠레 선정